# 沃尔特·迪克斯

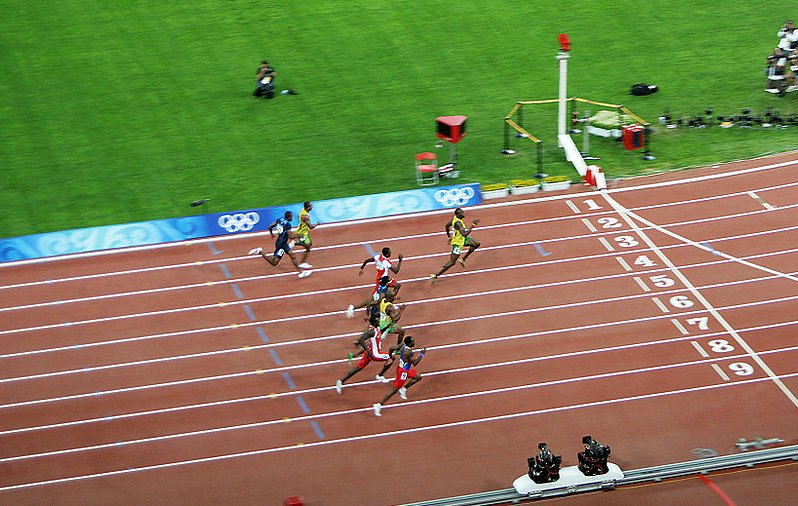
2008年夏季奧林匹克運動會田徑100公尺決賽

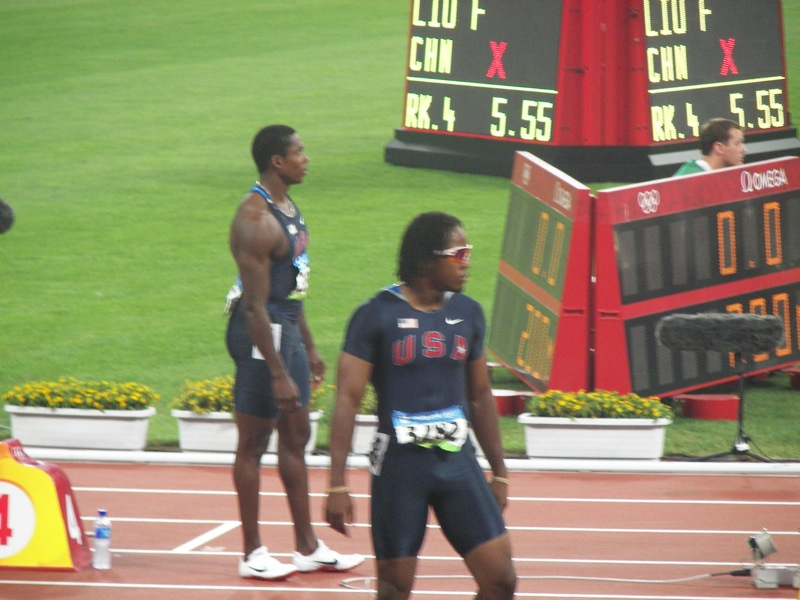
2008年夏季奧林匹克運動會田徑200公尺決賽

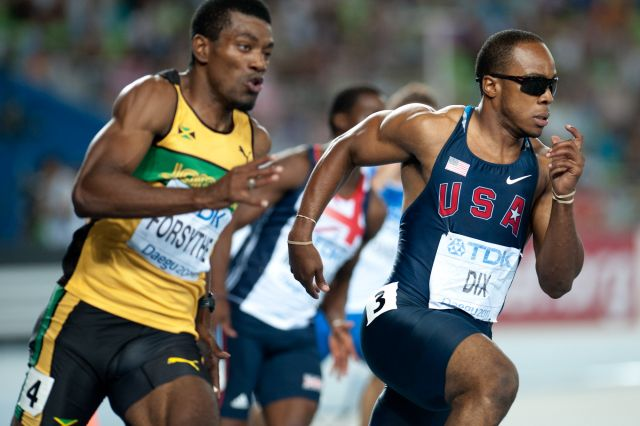
2011年世界田徑錦標賽200公尺

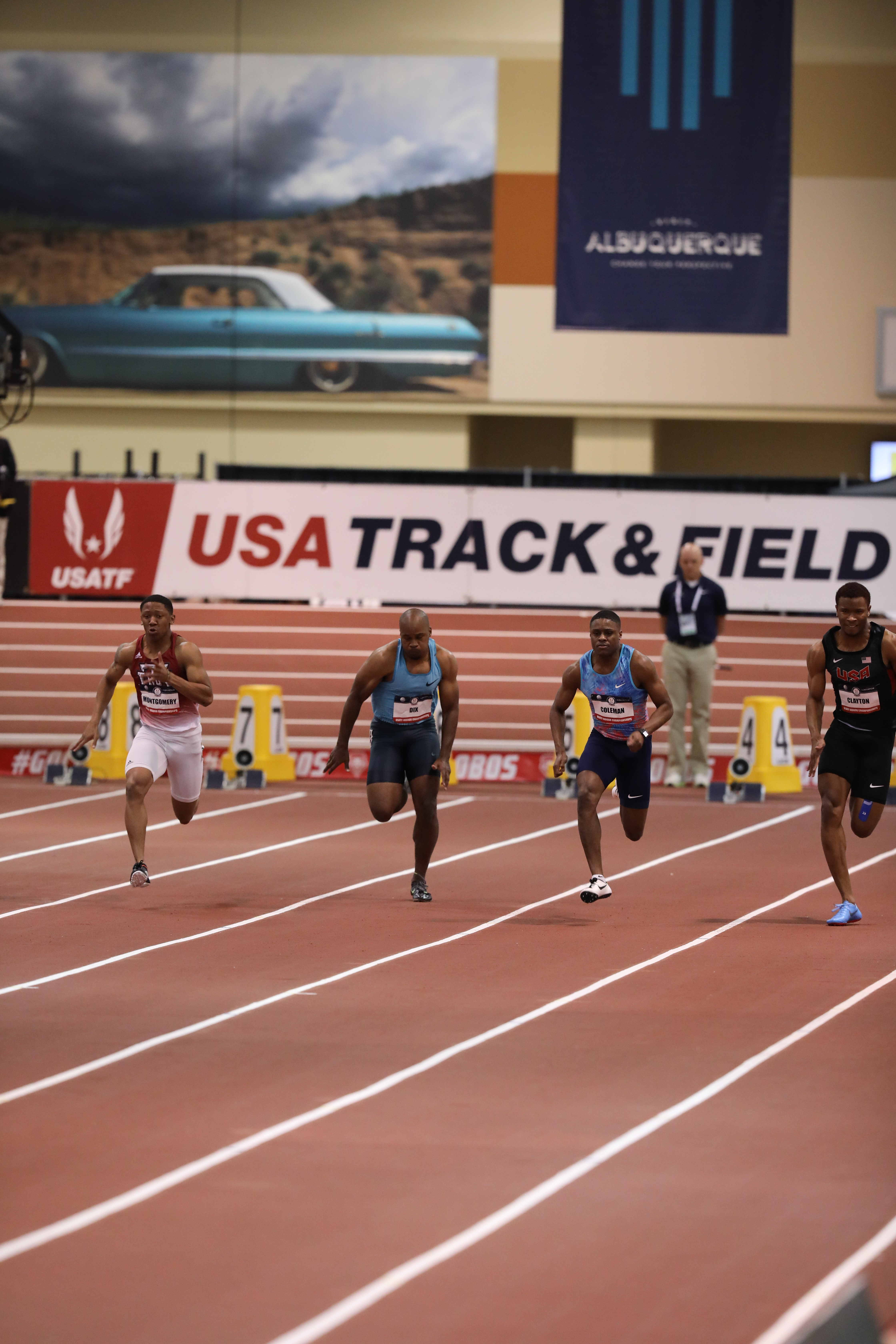
2018年美國室內田徑錦標賽60公尺

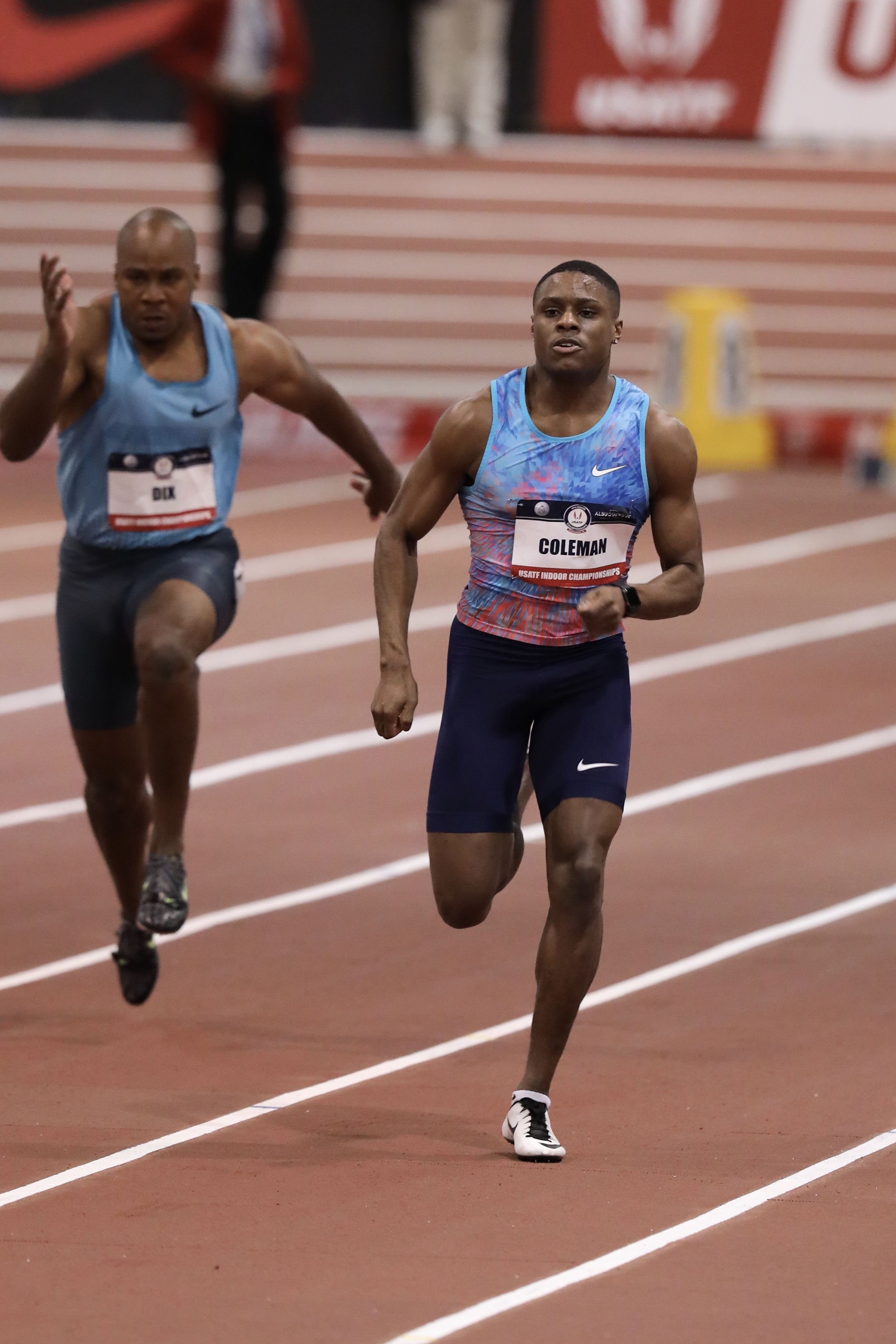
2018年美國室內田徑錦標賽60公尺

沃尔特·迪克斯（英語：Walter Dix，1986年1月31日—）生于佛罗里达州科拉尔斯普林，是一名美国男子田径运动员。曾获得2008年北京奥运男子100米和200米铜牌。

## 外部連結
- 沃尔特·迪克斯在国际奥林匹克委员会的资料
- 沃尔特·迪克斯在的頁面